# 吕德康
吕德康（1933年—），男，山西运城人，中国舞美设计师，一级舞美设计，曾任中国青年艺术剧院党委书记。